# Mario Vergani
Mario Vergani (Brugherio, 9 aprile 1929) è un ex calciatore italiano, di ruolo attaccante.

## Carriera
Nella stagione 1948-1949 realizza 2 reti in 30 presenze nel campionato di Promozione (massimo livello dilettantistico dell'epoca) con la maglia della Falck di Sesto San Giovanni; a fine anno passa all'altra formazione della città milanese, la Pro Sesto, con la quale nella stagione 1949-1950 esordisce tra i professionisti realizzando 3 reti in 20 presenze nel campionato di Serie B, che la sua squadra termina con una retrocessione in Serie C. A fine anno Vergani passa al Bari, società con la quale nella stagione 1950-1951 gioca nuovamente nel campionato di Serie B, nel quale realizza altri 2 gol in 19 presenze, retrocedendo in Serie C per il secondo anno consecutivo.
Nel 1951 passa al Toma Maglie, con cui nella stagione 1951-1952 vince il girone D del campionato di Serie C, mancando però la promozione in Serie B a causa del terzo posto ottenuto nel girone finale, vinto dal Cagliari: in questa stagione Vergani gioca 5 partite in campionato e 4 partite nel girone finale, senza segnare nessun gol. Rimane nella squadra pugliese anche nelle 2 stagioni successive: nella stagione 1952-1953 segna 3 gol in 20 partite, mentre nella stagione 1953-1954 conclude il campionato con una rete in 23 presenze.
Nel 1954, in seguito alla retrocessione della Toma Maglie in IV Serie, si trasferisce alla Reggina: con la squadra calabrese nella stagione 1954-1955 gioca stabilmente da titolare nel campionato di IV Serie, nel quale realizza 4 reti in 26 presenze; viene invece impiegato con minor frequenza nella stagione 1955-1956, nella quale disputa 11 incontri senza mai segnare, contribuendo comunque alla vittoria del campionato. A fine stagione viene ceduto al Saronno, con cui nella stagione 1956-1957 totalizza 29 presenze ed 8 gol nel campionato di IV Serie; rimane nel club milanese anche nella stagione 1957-1958, nella quale conquista un secondo posto in classifica nel Campionato Interregionale - Seconda Categoria, nel quale segna 9 gol in 22 presenze. Infine, nella stagione 1958-1959 gioca 11 partite senza mai segnare nel Campionato Interregionale, terminato nuovamente con un secondo posto in classifica.

## Palmarès

### Club

#### Competizioni nazionali
- Serie C: 1

Toma Maglie: 1951-1952 (girone D)
- IV Serie: 1

Reggina: 1955-1956